# Северный полюс-9
Северный полюс-9 (СП-9) — советская научно-исследовательская дрейфующая станция. Открыта 26 апреля 1960 года. Закончила дрейф 28 марта 1961 года. Прошла от 77°23′ с. ш. 163°00′ в. д. до 86°36′ с. ш. 76°00′ з. д. в общей сложности 2,660 км. Начальник экспедиции — В. А. Шамонтыев.
СП-9 — одна из нескольких станций, закрытых по техническим причинам. Из-за досрочного закрытия станция проработала только один сезон и не смогла достичь приполярного района. При этом скорость дрейфа СП-9 к полюсу составляла около 3,2—3,4 км в сутки, что было выше средней скорости других станций (1,9—2,3 км/сутки). За время работы СП-9 (11 месяцев) льдина, на которой дрейфовала станция, разламывалась 29 раз. Станция являлась первоначальной целью секретной разведывательной операции ЦРУ Coldfeet, однако за время подготовки дрейфом станцию вынесло слишком далеко от побережья Гренландии, и американские разведчики в итоге побывали на станции Северный полюс-8.